# 1862年台南地震
1862年台南地震，是1862年6月7日（清同治元年五月十一日）發生於臺灣嘉義及台南地區的地震。根據學者研究，震央位於北緯23.19度，東經120.42度，大約位在當時的嘉義縣，即今天的台南市官田區附近，芮氏地震規模約6.6，震度為Ⅵ級，震災地區為台南及嘉義地區，至少造成1,700人死亡，超過8,735間民房全倒，是1900年以前台灣傷亡最為嚴重的地震災害。

## 災情
關於地震造成的傷亡及損失，依照福建巡撫徐宗幹奏台灣震災委勘撫恤摺（同治2年5月26日，1863年7月11日）所示：
|  | 同治元年五月初六日至初九日臺郡雨滂沱，水勢驟漲，十一日忽起狂風，地復大震，城垣坍卸，房屋傾地圯壓斃人口甚多，又按台灣鎮函報塘汛被淹軍裝漂失等情，當經臣會同前任閩浙總督慶端查明，并委員候補通判史廷楷渡臺會查勘辦在案 ，茲按台灣道洪毓琛、代理台灣府知府馬樞輝詳稱，委員未到之先 ，業經該道府飭會印委各員遍歷城鄉查明附郭。 台灣一縣所轄各莊，除有力之家不計外，共壓斃大口男婦一千三百二十七口，小口男女一百八十六口，倒壞瓦屋二千四百二十二間，草房六千三百一十三間，均係無力貧民。 |

另依沈葆禎等奏報嘉義縣城隍神請加封號摺（同治13年12月初5，1875年1月12日）亦有提及：
|  | 五月十一夜，地忽大震，雉堞傾頹而城垣無恙，兵民得以保全，咸稱神佑 |

台南府城城垣坍卸，房屋傾地圯壓斃人口甚多，至少有五百戶倒坍，被壓斃者三百以上，其他受災者一千人以上；茅港尾成了一片廢墟。
地震也造成台南地區許多廟宇倒塌與毀損：
- 佳里興震興宮廟身受損傾垣，經信徒集資，於清朝同治七年（1868）擴大興建，禮聘嘉義交趾陶名匠葉王主持，並改廟名為「震興宮」，確立了今震興宮的廟貌。
- 善化慶安宮廟宇遭震坍，重修廟宇。
- 山西宮因大地震堂宇傾圯，獨中殿屹立如故，至同治六年丁卯（1867年）復建完成。
- 新化太子宮因地震倒圯，1881年2月遷建現址。

## 成因
此地震與六甲斷層有密切的關係。